# San Vitero
San Vitero ist ein nordspanischer Ort und Hauptort einer 429 Einwohnern (Stand: 2024) zählenden Gemeinde (municipio) in der Provinz Zamora in der Autonomen Gemeinschaft Kastilien-León. Zur Gemeinde gehören neben dem gleichnamigen Hauptort San Vitero auch die Ortschaften El Poyo, San Cristobál de Aliste, San Juan del Rebollar und Villarino de Cebal.

## Lage und Klima
San Vitero liegt im Westen der Provinz Zamora in einer Höhe von ca. 875 m nahe der Grenze zu Portugal. Die Provinzhauptstadt Zamora ist etwa 50 Kilometer (Fahrtstrecke) in südöstlicher Richtung entfernt. Die winterlichen Temperaturen sind durchaus kühl, im Sommer dagegen ist es warm bis heiß.

## Bevölkerungsentwicklung
| Jahr      | 1970 | 1981 | 1991 | 2001 | 2011 | 2021 |
| Einwohner | 1156 | 919  | 814  | 718  | 633  | 473  |

Der deutliche Bevölkerungsrückgang seit den 1950er Jahren ist im Wesentlichen auf die Mechanisierung der Landwirtschaft, die Aufgabe bäuerlicher Kleinbetriebe und den daraus resultierenden Arbeitsplatzmangel auf dem Land zurückzuführen (Landflucht).

## Wirtschaft
Die Landwirtschaft (vor allem Viehzucht und Gemüseanbau) spielt traditionell die größte Rolle im Wirtschaftsleben der Gemeinde. Daneben fungierte der Ort bereits im Mittelalter als Handels-, Handwerks- und Dienstleistungszentrum für die Dörfer und Weiler in der Region. Einnahmen aus dem Tourismus in Form der Vermietung von Ferienwohnungen (casas rurales) sind in den letzten Jahrzehnten hinzugekommen.

## Sehenswürdigkeiten
- Viktorskirche
- Christuskapelle